# Cecropia megastachya
Cecropia megastachya är en nässelväxtart som beskrevs av José Cuatrecasas. Cecropia megastachya ingår i släktet Cecropia och familjen nässelväxter. Inga underarter finns listade i Catalogue of Life.